# Andreas Arzruní
Andreas Arzruní (in russo Андрей Еремеевич Арцруни?, in armeno Անդրեաս Երեմիայի Արծրունի?; Tbilisi, 27 novembre 1847 – Bad Honnef, 10 settembre 1898) è stato un mineralogista e geologo armeno.

## Biografia
Nacque nel 1847 a Tbilisi. Era fratello del giornalista, critico, scrittore e attivista politico Grigor Arzruní.
Stagista presso l'Università di San Pietroburgo, a causa dei disordini che erano scoppiati, si trasferì all'Università  di Heidelberg alla fine degli anni 1860. Nel 1875 divenne assistente al Museo mineralogico di Strasburgo. Nel 1877 completò la sua abilitazione all'Università Humboldt di Berlino e fu inizialmente docente privato e dal 1880 al 1883 curatore del Museo mineralogico affiliato. Nel 1883 divenne professore associato presso l'Università di Breslavia. Nel 1884 accettò una chiamata come professore ordinario di mineralogia e geognosia (geologia descrittiva) presso l'Università Tecnica di Aquisgrana, dove fu anche nominato capo della collezione petrografica e del museo scientifico.
Nel 1884/85 l'Akademische Verein der Chemiker, Berg- und Hüttenleute, divenuta poi Corps Montania Aachen, lo nominò socio onorario. Nel 1895 fu eletto membro corrispondente straniero dell'Accademia russa delle scienze. 
Fino al 1896 intraprese viaggi di ricerca nel campo del vulcanismo attraverso l'Italia, l'Armenia, gli Urali e i giacimenti auriferi in America Meridionale.
Morì nel 1898 a Bad Honnef. Diede il suo nome all'Arzrunite, che identificò per primo.

## Opere
- Über den Einfluss der Temperatur auf die Brechungsexponenten der natürlichen Sulfate ; Lipsia, 1877
- Physikalische Chemie der Kristalle, Braunschweig 1893
- (DE) Beziehungen zwischen physikalischen Eigenschaften und chemischer Zusammensetzung der Korper, Braunschweig, Vieweg und Sohn, 1898.

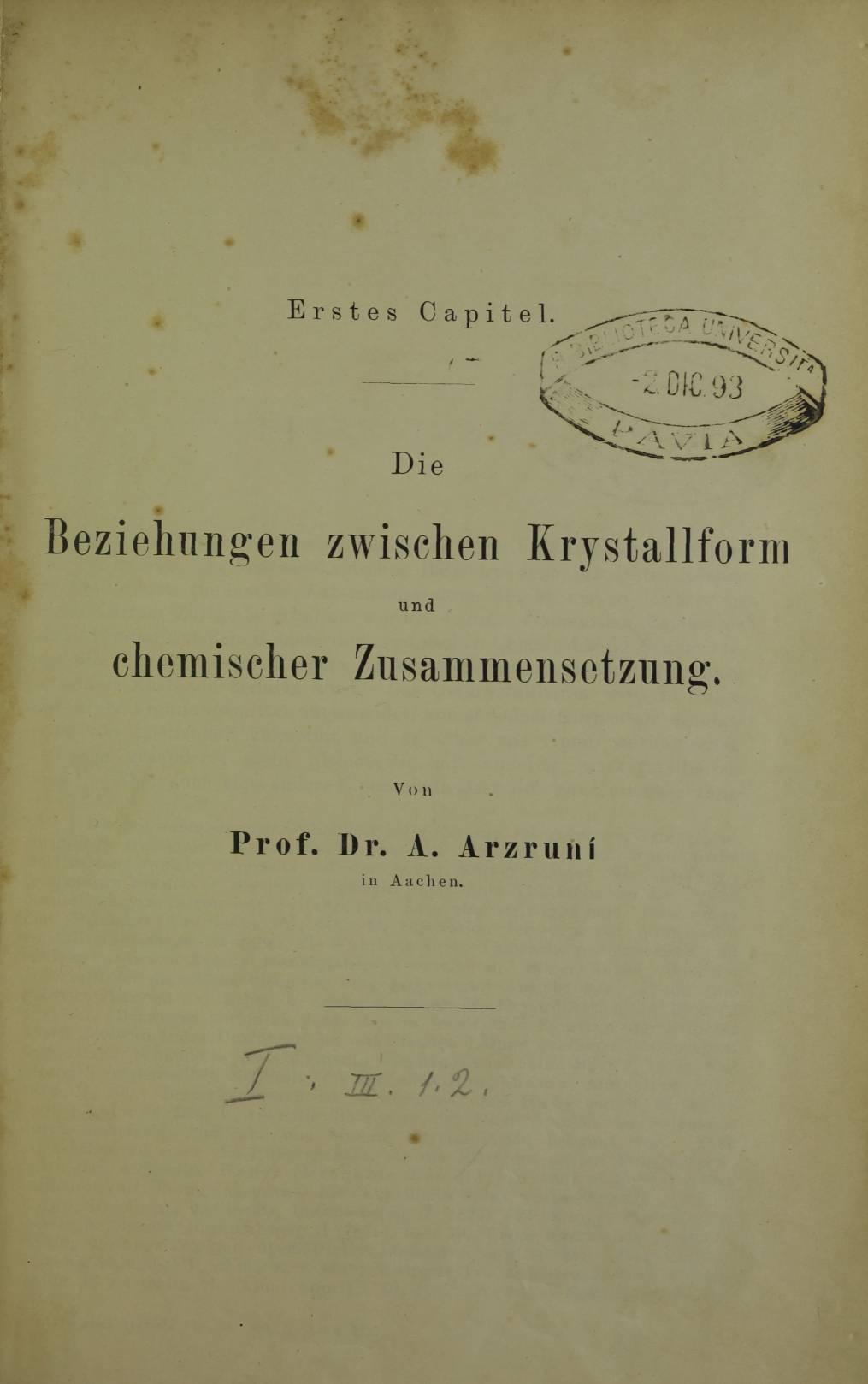
Beziehungen zwischen physikalischen Eigenschaften und chemischer Zusammensetzung der Korper, 1898